# Donaciano González Gómez
Donaciano González Gómez (* 1920 in Guadalajara) ist ein ehemaliger mexikanischer Botschafter.

## Leben
Donaciano González Gómez studierte ab 1940 an der Universidad de Guadalajara Rechtswissenschaft. Von 1943 bis 1945 studierte Gómez mit Gilberto Loyo, Moisés González Navarro (* 6. März 1926 in Guadalajara), Enrique Vilar Munch, Rafael Urrutía Millán, Leonardo Jesús Domínguez Sánchez-Bordona (1899–1963), Hector Hernandez Cervantes (1987 Minister für Handel und industrielle Entwicklung), Catalina Sierra de Peimbert, Lucía Leal Carillo und Rodolfo Sandoval López als Stipendiat am Colegio de Mexico (1940–1962). 1960 wurde Gómez mit dem Bundesverdienstkreuz am Bande dekoriert. 1960 wurde er als Sekretär zweiter Klasse an der Botschaft in Moskau akkreditiert. 1967 fungierte Gómez als Koordinator bei den Verhandlungen zum Vertrag von Tlatelolco. Später war er Minister Counsellor von Botschafter Hugo B. Margáin Gleason an der Botschaft in London. Als dieser anlässlich des Staatsbesuchs von Elisabeth II. in Mexiko am 17. Februar 1975 seinen Posten verließ, war Gómez kurzzeitig Geschäftsträger.
Gómez hat drei Töchter (Adriana, Beatriz and Maria Antonieta González Rosas).

## Veröffentlichungen
- Soberanía y derecho internacional. UNAM, Escuela Nacional de Jurisprudencia, 1948.

| Vorgänger                       | Amt                                               | Nachfolger              |
| ------------------------------- | ------------------------------------------------- | ----------------------- |
| Fernando Casas Alemán           | mexikanischer Botschafter in Athen 1964–1965      | Jaime García Terrés     |
| José Gamas Torruco              | mexikanischer Botschafter in Canberra 1976–1978   | Luis Echeverría Álvarez |
| José Gamas Torruco              | mexikanischer Botschafter in Wellington 1977–1978 | Luis Echeverría Álvarez |
| José Francisco Villarreal Reyna | mexikanischer Botschafter in Lima 1979–1980       | Ismael Moreno Pino      |